# Horváth Miklós Endre
Horváth Miklós Endre (Környe, 1948. november 28. – Budapest, 2009. június 27.) az 1989/1990. évi magyarországi rendszerváltás után a Komárom-Esztergom megyei Környe község első szabadon választott polgármestere, aki e tisztséget négy cikluson keresztül (1990–2006) folyamatosan, visszavonulásáig töltötte be. Munkásságát a község 2001-ben díszpolgári címmel ismerte el. 2002 és 2006 között a Komárom-Esztergom megyei közgyűlésnek is tagja volt.

## Élete
Horváth Miklós Környe község egyik ismert tisztviselőcsaládjának negyedik – utolsó – gyermekeként született: anyai nagyapja (Hegyháti Alajos) hosszú időn keresztül a község elemi iskolájának igazgató-kántortanítója volt, nagyanyja (Hahnekamp Marianne) szintén az iskolában tanított, édesapja (Horváth Sándor) közel két évtizedig, a második világháború utáni politikai fordulatig Környe község jegyzője volt. Édesanyja (Hegyháti Margit) a nagy hírű soproni állami leánygimnáziumban érettségizett.
Horváth Miklós Tatán, az államosított Eötvös József (korábbi piarista) Gimnáziumban tanult, majd az oroszlányi hőerőműnél folytatott rövid munkaviszony után a Környei Mezőgazdasági Kombinát (ma: Környei Agráripari ZRt.) dolgozója lett. Sorkatonai szolgálatának (1968-1970) másfél évétől eltekintve közfeladatának elvállalásáig ez volt az egyetlen munkahelye. Több munkakört látott el, leghosszabb ideig élőállat-felvásárlóként dolgozott, emellett több mint egy évtizedig társadalmi elnöke volt a Környei MEDOSZ Sportegyesületnek, amelyben korábban aktívan kézilabdázott.
Barátai, ismerősei unszolásának engedve indult az 1990. őszi helyhatósági választáson, amelyen elsöprő többséggel választották meg Környe első demokratikus polgármesterének. Tizenhat éves polgármesteri pályafutásának eredményei közé sorolható a közműberuházások (pl.: csatornázás az egész községben), telefon- és gázhálózat kiépítése a községben, az Által-ér rossz vízminősége miatt korábban lecsapolt, nagy méretű halastó kitisztítása és helyreállítása, a tópart parkosítása, a horgászegyesület megszervezése, a római katolikus templom és a falu centrumának felújítása, új postahivatal és takarékszövetkezet építése, játszóterek kialakítása, valamint a külső területek (például: Környebánya) fejlesztése. A rendszerváltás után a környékbeli állami nagyvállalatok privatizációja vagy megszűnése miatt rengeteg ember veszítette el állását. A környei önkormányzat kezdettől fogva ipartámogatással és a külföldi tőke bevonásával fejlesztette az itt megtelepülő közepes és nagyvállalkozásokat. A község ezekben az években alakította ki a barátságon alapuló kapcsolatát partnertelepüléseivel: a németországi Steffenberggel – ahová erőszakos eszközökkel 1947-ben környei svábok százait telepítették ki, továbbá a felvidéki Tardoskeddel – a csallóközi községekből sok magyart telepítettek kényszerűen a svábok helyére – és az erdélyi Parajddal. A község fontos, építő szerepet vállal a tatabányai kistérség munkájában, annak székhelye Környe, elnöke Horváth Miklós polgármester volt 1996-os szervezésétől a Tatabányai Többcélú Kistérségi Társulás megalakulásáig. (2005. április 20.) A Polgármesterek a Falukért Egyesület egyik alapítója és alelnöke volt 2002-ben. A vezetése alatti években alakult ki Környe demokratikus hagyomány- és értékrendszere, annak középpontjában a nemzeti és állami ünnepekkel és a helyi kötődést kifejező nemzetiségi és sörfesztiválok a maguk gazdag programjával.
A római katolikus egyházközség elöljárójaként és a Háromkirályok Alapítvány kuratóriumi tagjaként főszerepet vállalt a község keresztény értékrendjének megőrzésében, továbbvitelében. Ezen fáradozásaiért 2006 novemberében Spányi Antal székesfehérvári megyés püspök dicsérőlevélben mondott köszönetet.
Utolsó vezetői ciklusa idején Környe és Tatabánya megyei jogú várossal a két település határában lévő önkormányzati és magán földterületek hasznosításáról döntöttek. Az itt – nagyobbrészt környei területen – kiépített ipari parkban 2004 után világmárkák (például: AGC autóüveggyár, Bridgestone autógumigyár) telepedtek le, jelentős álláslehetőséget biztosítva a környéken élőknek és adóbevételt teremtve a két település fejlődéséhez.
Horváth Miklós sohasem alapított családot. Nyugállományba vonulása után idős, kilencven év feletti édesanyját ápolta. Annak halálakor már jelentkeztek rajta a gyógyíthatatlan betegség jelei. A budapesti MÁV Kórházban hunyt el.
Környe község képviselőtestülete 2010. március 15-én a felújított községháza tanácsteremét Horváth Miklósról nevezte el.